# Helichrysum leucocephalum
Helichrysum leucocephalum là một loài thực vật có hoa trong họ Cúc. Loài này được Ausfeld mô tả khoa học đầu tiên năm 1864.